# Christine Abbt
Christine Abbt (* 1974) ist eine Schweizer Philosophin und Ordentliche Professorin an der Universität St. Gallen.

## Leben
Abbt studierte Germanistik, Philosophie und Religionswissenschaften an der Universität Zürich. Sie hat ein Lizenziat in Literaturwissenschaft und einen Master in angewandter Ethik. Zudem erlangte sie die Lehrberechtigung Mittelschule. Nach Forschungsaufenthalten in Deutschland, Australien und Italien doktorierte Abbt 2005 in Zürich an der philosophischen Fakultät. In der Folge übernahm sie wissenschaftliche Assistenzen an den Universitäten Basel und Zürich und forschte in Österreich, den USA und Deutschland zu den Themen Gedächtnis, Erinnern und Vergessen.
Von 2015 bis 2019 war Christine Abbt SNF-Förderprofessorin für Philosophie an der Universität Luzern. 2019 wurde sie per März 2020 auf die Professur für Politische Philosophie der Universität Graz berufen. Per August 2023 wurde Christine Abbt zur Ordentlichen Professorin an der Universität St. Gallen berufen. Dort leitet sie den Fachbereich Philosophie.

## Schriften
- Christine Abbt, P. Schnyder (Hrsg.): Formen des Politischen: Diderots Virtuosität und deren Rezeption im deutschsprachigen Raum (1746–2016). Rombach, Freiburg im Breisgau 2019.
- Christine Abbt: »Ich vergesse«. Über Möglichkeiten und Grenzen des Denkens aus philosophischer Perspektive. Habilitation, Campus, Frankfurt/New York 2019, ISBN 978-3-593-50524-4.
- Christine Abbt: Der wortlose Suizid: Die literarische Gestaltung der Sprachverlassenheit als Herausforderung für die Ethik. Dissertation, Fink, München 2007, ISBN 978-3-7705-4367-0.
- Christine Abbt: Diderots Ideal in Paradoxe sur le comédien und die Demokratie. In: Andreas Heyer: Der lange Weg zur Revolution. Baden-Baden, Nomos, S. 159–175.